# 우보시의 어느 해 겨울
《우보시의 어느 해 겨울》은 2막 16경으로 구성된 신명순(申明淳, 1940-    )의 작품이다. 1974년 '민예극장' 공연. 허규(許圭) 연출. 1960년대 이후의 한국 정치와 사회를 은유적으로 비판한 작품이다. 평화를 포식한 끝에 뱃속에 더러운 찌꺼기가 가득 차서 누군가 수술을 해야하는 썩은 우보시에 검은 군대가 진주하는 것으로 시작되는 이 작품은 자유와 평화의 상호관계를 다루고 있다. 검은 군대에 항거하는 게릴라, 금지된 종을 치는 소년, 자유가 없이는 평화가 존재할 수 없다고 주장하는 신부(神父), 방관적인 시민, 질서를 요구하는 사령관 등이 얽혀, 대립·갈등하는 음울한 이야기가 바로 이 작품의 줄거리이다. 이 작품에서 가상의 도시인 우보시와 우보시민이 벌이는 삶의 몸부림은 많은 것을 상징적으로 암시해 준다. 그러나 그런 우화(寓話)가 관객에게 무엇을 암시하려는 것인가에 이 작품의 핵심이 있다. 시민과 군대와 교회라는 세 대립관계에서 작가가 서 있는 자리는 어디냐 하는 것도 문제이다. 이 문제는 오늘날 작가가 겪는 고뇌와, 창작을 함에 있어서의 어려움으로 볼 수 있는 것이다.  <우보시의 어느 해 겨울>은 우화적 수법으로 사회와 정치를 비판한 작품으로서 막스 프리쉬의 <안도라>와 매우 흡사하다.